# レオナルド・サレス
レオナルド・サレス（Léonardo Salles、1993年12月20日 - ）はブラジル出身の騎手。

## 来歴
2009年に16歳でブラジルで見習騎手となり、2010年2月にデビューした。
2012年正式に騎手となり、2013年にサウジアラビアで騎乗するとリーディングを獲得。
2015年2月からは拠点をマカオに移し、2015/2016シーズンはリーディング2位となった。2016年4月17日にはローカル重賞のサンドクラシックカップを制覇している。
2017年はフロリダ州競馬委員会から免許を受け米国で騎乗、その後2018年はUAEで騎乗していた。
2018年4月20日から7月19日まで名古屋競馬場で期間限定騎乗を行った。名古屋競馬での所属は角田輝也厩舎。勝負服は胴白・橙十字たすき、袖白・橙縦じま。名古屋競馬場を選択した理由は、岐阜県美濃加茂市に住む親類に騎乗している姿を見せるためとのこと。